# 385

## Починали
- Присцилиян, римски богослов